# Perkinsiella variegata
Perkinsiella variegata är en insektsart som beskrevs av Frederick Arthur Godfrey Muir 1911. Perkinsiella variegata ingår i släktet Perkinsiella och familjen sporrstritar. Inga underarter finns listade i Catalogue of Life.